# (3626) Ohsaki
(3626) Ohsaki ist ein Asteroid des Hauptgürtels, der am 4. August 1929 vom deutschen Astronomen Max Wolf in Heidelberg entdeckt wurde.
Der Asteroid wurde am 2. April 1988 auf Vorschlag von H. Oishi, der die Bahnbestimmung durchführte, nach dem Amateurastronomen und Historiker Shoji Ohsaki (* 1912) benannt.